# Planigale kendricki
Planigale kendricki ist ein Beuteltier in der Gattung der Flachkopf-Beutelmäuse, das im Nordwesten Australiens in der Region Pilbara
vorkommt. Die Art wurde erst 2023 beschrieben und wurde nach dem australischen Zoologen Peter Kendrick benannt, der besonders die Wirbeltierfauna des nordwestlichen Australiens erforscht hat.

## Merkmale
Männchen von erreichen eine maximale Kopf-Rumpf-Länge von 7,4 Zentimeter und ein Maximalgewicht von 12 Gramm. Weibchen bleiben mit einer größten Kopf-Rumpf-Länge von 6,9 Zentimeter und einem Maximalgewicht von 9,5 Gramm etwas kleiner. Die Schwanzlänge beträgt 83 bis 129 % der Kopf-Rumpf-Länge. Auf dem Rücken und im oberen Flankenbereich ist das dichte und sehr weiche Fell orange-braun mit einzelnen dunkelbraunen Haarspitzen. Am unteren Flankenbereich wird es heller. Kehle, Brust, Bauch und die Innenseiten von Vorder- und Hinterbeinen sind cremefarben bis grau. Auf dem Kopf ist das Fell gleichmäßiger orange-braun gefärbt als am Rücken mit selteneren dunkelbraunen Einsprengseln. Die Augen sind von einem hellen, orangefarbenem Ring umgeben. Der Nasenspiegel ist unbehaart, hat eine schwarze, körnige Haut und eine tiefe Furche in der Mitte. Die Vibrissen sind meist zweifarbig mit einer dunklen Basis und goldenen Spitzen. Nach hinten angelegt reichen die längsten Vibrissen bis zur Mitte der Ohrmuschel. Die Oberseiten der Pfoten sind dicht mit weißen Haaren bedeck. Mit Ausnahme des Hallux besitzen alle Zehen stark gebogene Krallen. Der Schwanz ist lang, dünn und wenig behaart. Er ist mit Schuppen bedeckt, die in regelmäßigen Wirbeln angeordnet sind.

## Lebensraum
Der Lebensraum von Planigale kendricki ist durch ein Wüstenklima, sandige und steinige Böden, felsige Geröllhänge und Bachläufe mit steinigem Untergrund geprägt. Stachelkopfgräser (Triodia) dominieren die karge Vegetation. Die Beutelmäuse vor kommen allem in Regionen mit rauem, freiliegendem Grundgestein vor.